# Bolang
Bolang (nep. बोल्दे फेदिचे) – gaun wikas samiti w zachodniej części Nepalu w strefie Gandaki w dystrykcie Gorkha. Według nepalskiego spisu powszechnego z 2001 roku liczył on 1061 gospodarstw domowych i 5383 mieszkańców (2934 kobiet i 2449 mężczyzn).